# Oxydia rotara
Oxydia rotara är en fjärilsart som beskrevs av William Schaus 1901. Oxydia rotara ingår i släktet Oxydia och familjen mätare. Inga underarter finns listade i Catalogue of Life.